# Spathulospora phycophila
Spathulospora phycophila är en svampart som beskrevs av A.R. Caval. & T.W. Johnson 1965. Spathulospora phycophila ingår i släktet Spathulospora och familjen Spathulosporaceae.   Inga underarter finns listade i Catalogue of Life.